# 田村明浩
田村 明浩（たむら あきひろ、1967年5月31日 - ）は、日本のベーシスト、作曲家。ロックバンドスピッツでベースを担当。本名同じ。旧称は、田村 アキヒロ。
静岡県藤枝市出身。ロード&スカイ内のGrass Hopper所属。

## 人物

### 概要
- 身長は167cmで、血液型はA型。
- 既婚者で、二児の父。
- 1996年に結婚、妻は元FM福岡のDJ半田嘉子。アルバム『インディゴ地平線』の「ナナへの気持ち」の冒頭に通常の声が、間奏では草野マサムネと話している声を早送りしたものが入っている。
- 6歳年上の姉がいる。音楽に興味を持ったのは洋楽好きだった姉の影響もある。
- デビュー初期は名前の表記が「田村アキヒロ」だったが、1993年のアルバム『Crispy!』から漢字表記に変更した。

### 来歴
- 1967年、静岡県藤枝市で生まれる。実家はビジネスホテルを経営。
- 小学6年生のときに転校生だった三輪テツヤと出会い、後に他のもう一名と「田村バンド」を結成。ベースを担当することになる。人生で初めて買ったベースはヴァイオリンベースだという。
- 中学校では卓球部に所属。学業成績は優秀だったため地元の進学校である藤枝東高校に入学したが、音楽活動にのめり込んでいった。
- 1986年、上京後に東京造形大学で同じクラスだった草野マサムネと知り合い、後の「スピッツ」を結成する。草野はその後別の大学に再入学するが、田村の家にテレビゲームがあったため交流が続いていたという。
- 石田ショーキチ・黒沢健一・ホリノブヨシらとMOTORWORKSを結成し、2004年にデビュー。

### 趣味
- 競馬などのギャンブルやサッカーなどのスポーツ観戦が好きである。
- 静岡県出身ということもありお茶が好きで、生のハーブティーからほうじ茶まで幅広く飲んでいる。
- カレーライスが大好物。
- 2021年11月の「大好物」リリース時のSNS企画で「苺のショートケーキ」が好物であることを明かしている。

### 音楽的影響
- クイーンに強い影響を受けている。本人曰く、「日本で一番好きなバンドはスピッツ、世界で一番好きなバンドはクイーン」。
- 影響を受けたベーシストとしてザ・フーのジョン・エントウィッスル、アイアン・メイデンのスティーヴ・ハリスを挙げている[1]。他にはジョン・ディーコンからも影響を受けている。また、ベーシスト以外ではマイケル・シェンカーにも影響を受けたと語っている。
- 草野との交友が始まったきっかけは、ともに当時第一線でブレイクしていたバンドよりもユーライア・ヒープやチープ・トリックのファンで話が合い、意気投合したため。

### 交友関係
- 元Jリーガーの中山雅史とは藤枝東高校の同級生。雑誌で対談もした。なお、中山は田村がスピッツのメンバーと知った時、「あの地味だった田村？」と、驚いていた。
- ウルフルズのベーシストであるジョン・B・チョッパーとは大の仲良しで、ジョンBのウルフルズへの復活にも一役買っている。

## 音楽活動
- 『インディゴ地平線』収録の「ほうき星」と『ハヤブサ』収録の「俺の赤い星」の作曲を手がけた。
- スピッツの楽曲はメロディがシンプルであるが、それに対して非常にうねりの激しい凝ったベースラインを付ける傾向にある。本人曰く、自身のプレイについては「あまり深く考えずに感じたままをプレイしているだけ」とのこと。
- ライブでの「8823」や「俺のすべて」といったアップチューンになると突如として暴れまくるパフォーマンスには定評がある。ステージを文字通り縦横無尽に駆け回り、ベースのシールドがぬけたり、ストラップが外れたりしても、問答無用で叩きつけるように弾きまくり、時にはドラムスのシンバルまで素手で叩き出す、ステージ上を降りるなどといった衝動に満ちたプレイスタイルはスピッツのライブの一つの見せ場になっている。また、「けもの道」のイントロのベースソロを変幻自在にアレンジし、緊張感を煽る様も同じくライブのクライマックスにしばしば用いられる。なお、これらのステージングは、ライブDVD『放浪隼純情双六 Live 2000-2003』などに収録されている。
- スピッツとしての活動の他に「MOTORWORKS」を石田ショーキチ・黒沢健一・ホリノブヨシらと結成し、2004年にデビューしている。
- ベーシストであるがギターソロに対する美学や情熱はかなりのもので、MOTORWORKSではギターソロディレクターと呼ばれている。
- レコーディングではまれにドラムス以外のパーカッションを担当していることがある。
- ライブ、レコーディング問わず多彩なベースを使用することでも有名でフェンダー、ギブソン、リッケンバッカー等のスタンダード系からケンスミス、マイク・ルル、カールトンプソン等のハイエンド系。ハグストロームやテスコ、ヘフナー等のビザール系のベースも使用している。
- GOING UNDER GROUNDの石原聡にベースを貸した事があり、『同じ月を見てた』のレコーディングの際に使われた。